# Legionella bononiensis
Espèce
Legionella bononiensis est une espèce de bactéries gram-négatives de la famille des Legionellaceae.

## Historique
En 1999 des prélèvements d'eaux collectés d'un hôtel d'Émilie-Romagne a permis la découverte de plusieurs souches de Legionella mais dont les tests Latex spécifiques de ce genre ressortent négatifs. Caractérisées comme étant des souches d'une nouvelle espèce par un laboratoire de l'université de Bologne, elles ont été nommées Legionella bononiensis. Elle est la 64e espèce de Legionella découverte depuis l'épidémie de 1976 qui a affecté l'association des légionnaires américains, et la 2e découverte en Italie, la première étant Legionella taurinensis,,.

## Description
Les Legionella bononiensis sont des bacilles négatifs en coloration de Gram et coloration de Ziehl-Neelsen. Ces bactéries sont mobiles par l'intermédiaire d'un flagelle qui n'est pas présent sur toutes les cellules. Elles peuvent croître sur milieu BCYE supplémenté en cystéine, GVPC ou MWY entre 32 °C et 37 °C sans différence en fonction de la présence ou pas de 2,5 % de CO2.
Ces bactéries sont positives pour les tests oxydase, hippurate et gélatinase, faiblement positives pour la catalase, et capables de produire une beta-lactamase.
Cette espèce ne présente pas de résistance particulière aux antibiotiques et elle est notamment sensible à la Ciprofloxacine.
Le contenu en bases nucléiques G+C est de 39,0 Mol%.

## Habitat
Les souches de cette espèce ont été isolées dans les réseaux d'eaux chaudes et froides domestiques.

## Taxonomie
Le nom correct complet (avec auteur) de ce taxon est Legionella bononiensis Girolamini et al. 2022. Ce nom a été validé la même année.
La souche type est la souche 30cs62 déposée dans des banques de culture bactériennes sous le identifiants ATCC TSD-262  et DSM 112526,.

### Étymologie
L'étymologie de nom spécifique de Legionella bononiensis dérive du lieu où la souche type a été isolée et est la suivante : bo.no.ni.en’sis. L. masc./fem. adj. bononiensis, appartenant à la ville de Bologne, laquelle s'appelait Bononia à l'époque romaine.

### Phylogénie
Un dendrogramme basé sur les profils MALDI-TOF de spectrométrie de masse place les souches de cette espèce dans un cluster distinct dont l'espèce la plus proche est Legionella moravica.
L'analyse phylogénétique basée sur l'analyse des séquences des gènes de l'ARNr 16S, mip, rpoB et rnpB place aussi ces souches dans un cluster distinct proche d'un cluster formé par les espèces L. moravica et L. quateirensis, le tout inclus dans un regroupement monophylétique comprenant aussi L. shakespearei et L. fallonii.
Comme les autres Legionella, cette espèce fait partie des Pseudomonadota.